# ÖFB-Cup 1969-1970
La ÖFB-Cup 1969-1970 è stata la 36ª edizione della coppa nazionale di calcio austriaca.

## Ottavi di finale
| Squadra 1         | Risultato | Squadra 2            |
| ----------------- | --------- | -------------------- |
| 17 settembre 1969 |           |                      |
| LASK              | 6 - 0     | Admira Vienna        |
| 20 settembre 1969 |           |                      |
| Tulln             | 2 - 3     | Schwarz-Weiß Bregenz |
| Sturm Graz        | 1 - 0     | Austria Klagenfurt   |
| 2 novembre 1969   |           |                      |
| Grazer AK         | 3 - 2     | WSG Swarovski Tirol  |
| 14 dicembre 1969  |           |                      |
| Austria Vienna    | 0 - 1     | WSG Radenthein       |
| 1º febbraio 1970  |           |                      |
| First Vienna      | 1 - 0     | Wiener SC            |
| 8 febbraio 1970   |           |                      |
| Rapid Vienna      | 3 - 5     | Wacker Innsbruck     |
| 30 marzo 1970     |           |                      |
| Schwechat         | 5 - 0     | UFC Frauenkirchen    |

## Quarti di finale
| Squadra 1            | Risultato   | Squadra 2      |
| -------------------- | ----------- | -------------- |
| 11 aprile 1970       |             |                |
| Schwarz-Weiß Bregenz | 6 - 2       | Schwechat      |
| 15 aprile 1970       |             |                |
| LASK                 | 4 - 0       | WSG Radenthein |
| Sturm Graz           | 3 - 2 (dts) | First Vienna   |
| Wacker Innsbruck     | 3 - 2       | Grazer AK      |

## Semifinale
| Squadra 1            | Risultato   | Squadra 2            |
| -------------------- | ----------- | -------------------- |
| 7 maggio 1970        |             |                      |
| Schwarz-Weiß Bregenz | 2 - 2 (dts) | LASK                 |
| Wacker Innsbruck     | 2 - 0       | Sturm Graz           |
| 20 maggio 1970       |             |                      |
| LASK                 | 3 - 3 (dts) | Schwarz-Weiß Bregenz |

## Finale
| Squadra 1        | Risultato | Squadra 2 |
| ---------------- | --------- | --------- |
| 28 maggio 1970   |           |           |
| Wacker Innsbruck | 1 - 0     | LASK      |